# 間部詮熙
間部 詮熙（まなべ あきひろ）は、越前鯖江藩の第5代藩主。間部家6代。第4代藩主・間部詮茂の長男。母は家臣・水谷氏の娘。正室は牧野貞長の娘・端冠院。通称は内蔵、主膳。

## 生涯
天明5年（1785年）12月11日、将軍・徳川家治に御目見する。同年12月18日、従五位下・主膳正に叙任する。天明6年（1786年）7月晦日、詮茂の死去により跡を継ぐ。天明7年（1787年）6月22日、初めて帰国する許可を得る。
天明6年（1786年）9月23日、徳川家治の法事の際に上野・寛永寺の黒門勤番を務め、寛政10年（1798年）には公家御馳走人を務めた。藩政においては凶作が相次ぎ、しかも参勤交代や幕命による公役負担の増加で出費が増大し、それによって藩財政が窮乏化した。このため、厳しい倹約令を出し、さらに借金をローン制にし、上米制度も行なっている。
詮煕は儒学を奨励した。天明8年（1788年）に京都から芥川元澄（思堂）を藩儒として招き、藩士に儒学を講じさせ、後の藩校・進徳館創設のもとになった。元澄は後に間部家の鯖江における歴史をまとめた『越前鯖江誌』を編纂している。詮熙自身は騎射に優れた才を見せたと言われている。
文化8年12月21日（1812年2月3日）、病没。享年42歳。没後、家督は長男の詮允が継いだ。法号は真霊院。墓所は福井県鯖江市深江町の万慶寺。

## 系譜
父母
- 間部詮茂（父）
- 水谷氏 - 側室（母）

正室
- 端冠院 - 牧野貞長の娘

側室
- 近藤氏
- 永田氏

子女
- 間部詮允（長男） 生母は近藤氏（側室）
- 間部詮苞
- 間部詮勝（五男） 生母は永田氏（側室）
- 峯 - 水野忠篤継室
- 敬 - 中西主水の養女
- 慶 - 米倉昌寿正室
- 千重
- 弥
- 文